# Lijnbaansgracht 282-283
Lijnbaansgracht 282-283 is een gebouw te Amsterdam-Centrum.
Ze is gelegen aan het stuk Lijnbaansgracht, tussen het Kleine-Gartmanplantsoen en de Spiegelgracht.  Voor de deuren ligt de uitloper van het Spiegelpleintje. In tegenstelling tot de belendende panden, die het uiterlijk hebben van woon/winkelpanden, heeft dit pand meer het uiterlijk van een werkplaats.
In 2017 heeft het gebouw drie bouwlagen. De begane grond heeft twee brede toegangspoorten/deuren naar het bedrijfsgedeelte, waar dan Het Zwarte Fietsenplan (fietsverhuur) is gevestigd. Tussen die twee toegangen bevindt zich de deur met bovenlicht naar de trap naar de bovenetage. Het is een etage met woon/kantoorruimten. Een daklijst leidt naar een puntdak met dakpannen en twee dakkapellen. De gevel is opgetrokken in metselwerk. In de gevel zitten ramen die grotendeels een klassieke 9-ruits indeling hebben (monumentregister omschrift het als goede roedenverdeling); het middelste raam is smaller en kent daardoor slechts zes vlakken.
Het gebouw heeft weinig verandering ondergaan maar tussen 1940 en 1962 is de voorgevel grondig gerenoveerd. Voor de renovatie had het een bepleistering, zoals ook gebouw Lijnbaansgracht 284. Na de renovatie is die bepleistering geheel verdwenen. De zolderetage, die in 1940 nog werd afgesloten met luiken kreeg toen de dakkapellen.
De bedrijfsmatige functie van het gebouw is terug te vinden in de gebruikers van de 20e eeuw:
- in de jaren dertig was hier enige tijd gevestigd de Gebr. Steinke jr., gespecialiseerd in granito- en houtgranietwerken; Steinke werd later binnen de firma Bruynzeel bekend vanwege ocriet[2] de firma verdween naar de Duivendrechtsekade en weer later naar Eembrugge[3]
- in 1940 was er een handel in grafmonumenten gevestigd, Gebr. Schat
- daarna volgde een handel in brandstoffen en wellicht ook fabricage van briketten van dezelfde Gebr. Schat, die in de jaren vijftig hier een stucadoorsbedrijf hadden met tevens kunststeenwerken (ocriet is een kunststeen)
- in de jaren zestig volgde een elektrotechnische groothandel Claessen; zij zitten dan in een gebouw zonder pleisterlaag; de toegangsdeuren worden dan gebruikt voor inrit van de auto’s (bestelwagens); in 1972 is de naam gewijzigd in OLPA BV
- de Stichting Stadsherstel en Stedeschoon/Stichting Het monument is hier gevestigd.

Het monumentenregister omschreef het gebouw in 2017 aldus: Laag breed pand met gevel onder rechte lijst, vermoedelijk 18e eeuw; de vensters hebben een goede roedenverdeling, wellicht als gevolg van restauratie (zie de foto’s op Beeldbank).